# متحف لاتفيا الحربي
متحف لاتفيا الحربي ( (باللاتفية: Latvijas Kara muzejs)‏ ) هو متحف عسكري في ريغا عاصمة لاتفيا. تأسس متحف لاتفيا الحربي في 15 أكتوبر 1916 كمتحف لاتفيا لكتيبة البندقية. في البداية كان المتحف يقع في شارع تيرباتاس. جمع المتحف مواد تتعلق بالبنادق اللاتفية والحرب العالمية الأولى. في عام 1917، عندما تم قصف ريغا، تم إخلاء المتحف. في يونيو 1919 أعاد المتحف العمليات في برج باودر في مدينة ريغا القديمة. افتتح المتحف للجمهور في يونيو 1921.

## تاريخ المتحف
في عام 1936 استحوذت الحكومة على قطعة الأرض المجاورة. بدأ تشييد مبنى المتحف الجديد في عام 1937، وفقًا لمشروع المهندس المعماري Artūrs Galindoms. بالإضافة إلى ذلك، تم تصميم الأعمال الداخلية من قبل المهندس المعماري R. Legzdiņš. تم تخزين جميع القطع الأثرية بالمتحف مؤقتًا في ورشة عمل المتحف في شارع تورنا.
تم الانتهاء من بناء المتحف الجديد في صيف عام 1940، لكن المتحف لم ينجح في ترتيب * المعارض قبل الاحتلال السوفيتي للاتفيا في عام 1940. كان متحف لاتفيا الحربي يخضع لسلطة لجنة التصفية التابعة للجيش الشعبي اللاتفي، والتي سلمت القطع الأثرية للمتحف إلى مفوضية التعليم الشعبية، وتم تخزينها في المبنى السابق لبورصة ريغا ؛ وتم تسليم مباني المتحف إلى الجيش الأحمر. في 15 يناير 1941، توقف متحف لاتفيا الحربي عن الوجود. ابتداءً من عام 1945، كان المبنى يضم مدرسة ريغا ناخيموف البحرية واستمر في إيوائها حتى عام 1953.
من عام 1957 إلى عام 1990، تم شغل المبنى من قبل متحف الثورة في لاتفيا الاشتراكية السوفياتية،  الذي فسّر تاريخ لاتفيا في القرن العشرين من خلال وجهة نظر الأيديولوجية السوفيتية. ومع ذلك، فقد جمع المتحف خلال فترة وجوده القطع الأثرية السوفيتية التمثيلية القيمة لمجموعاته. في 11 يونيو 1990، قامت حكومة لاتفيا بترميم متحف لاتفيا الحربي.

## المعارض
يحتوي المتحف على مجموعة من المعروضات التي تركز على الحروب المختلفة التي شاركت فيها لاتفيا. يوجد معرض عن تاريخ لاتفيا وريغا قبل العصر الحديث وآخر يركز على القرنين الثامن عشر والتاسع عشر. هناك معروضات رئيسية عن تورط لاتفيا في الحربين العالميتين الأولى والثانية تغطي معارك متعددة بتفصيل كبير. كما يتم استكشاف الأنشطة العسكرية الأخيرة للاتفيا، بما في ذلك المشاركة في بعثات الأمم المتحدة لحفظ السلام.

## معرض الصور

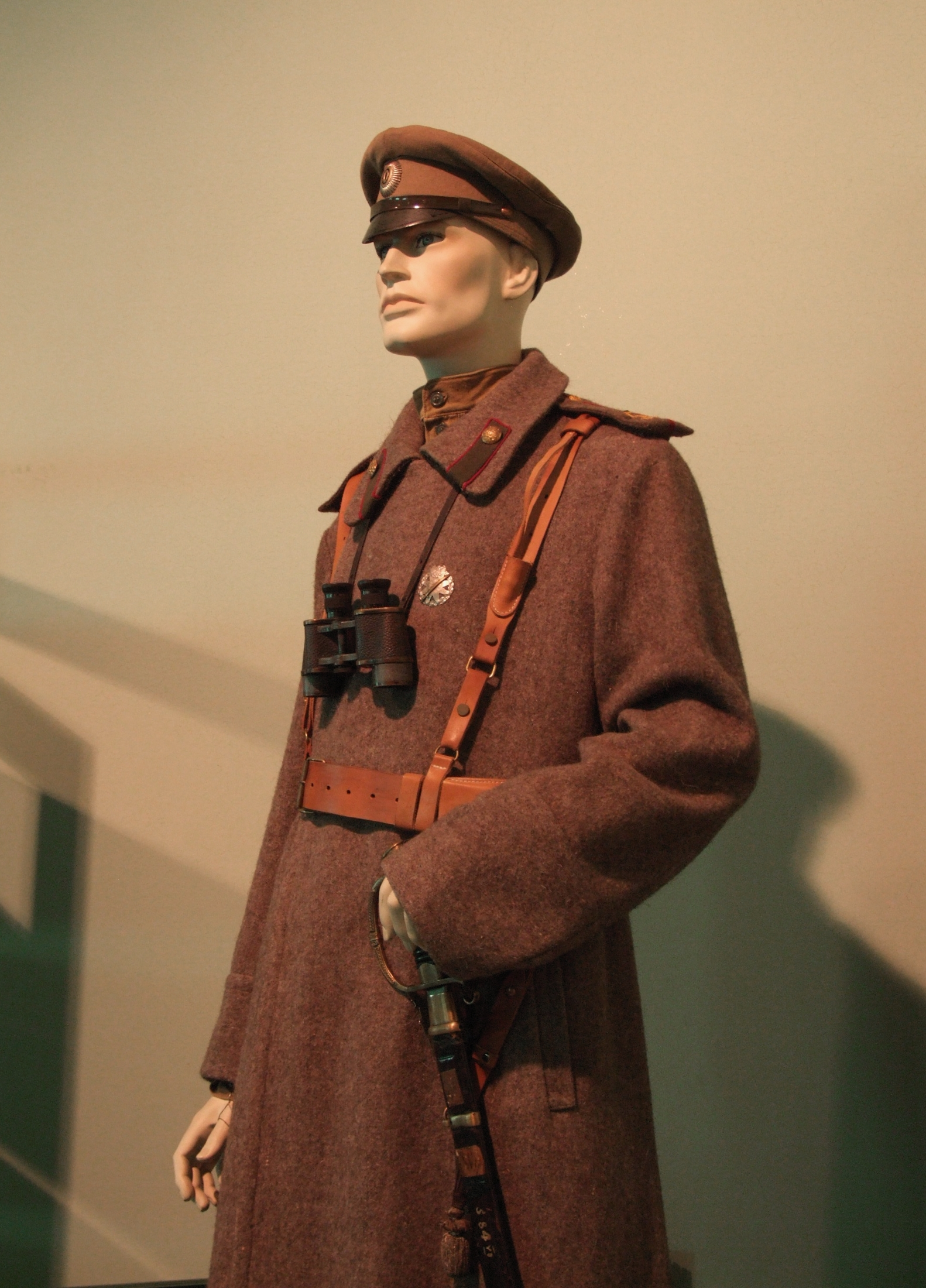
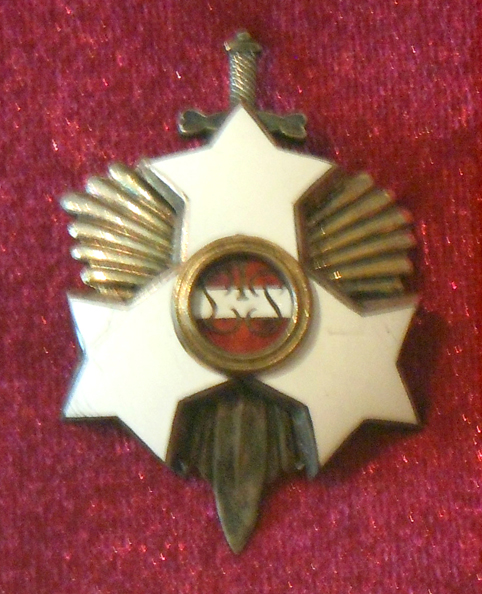
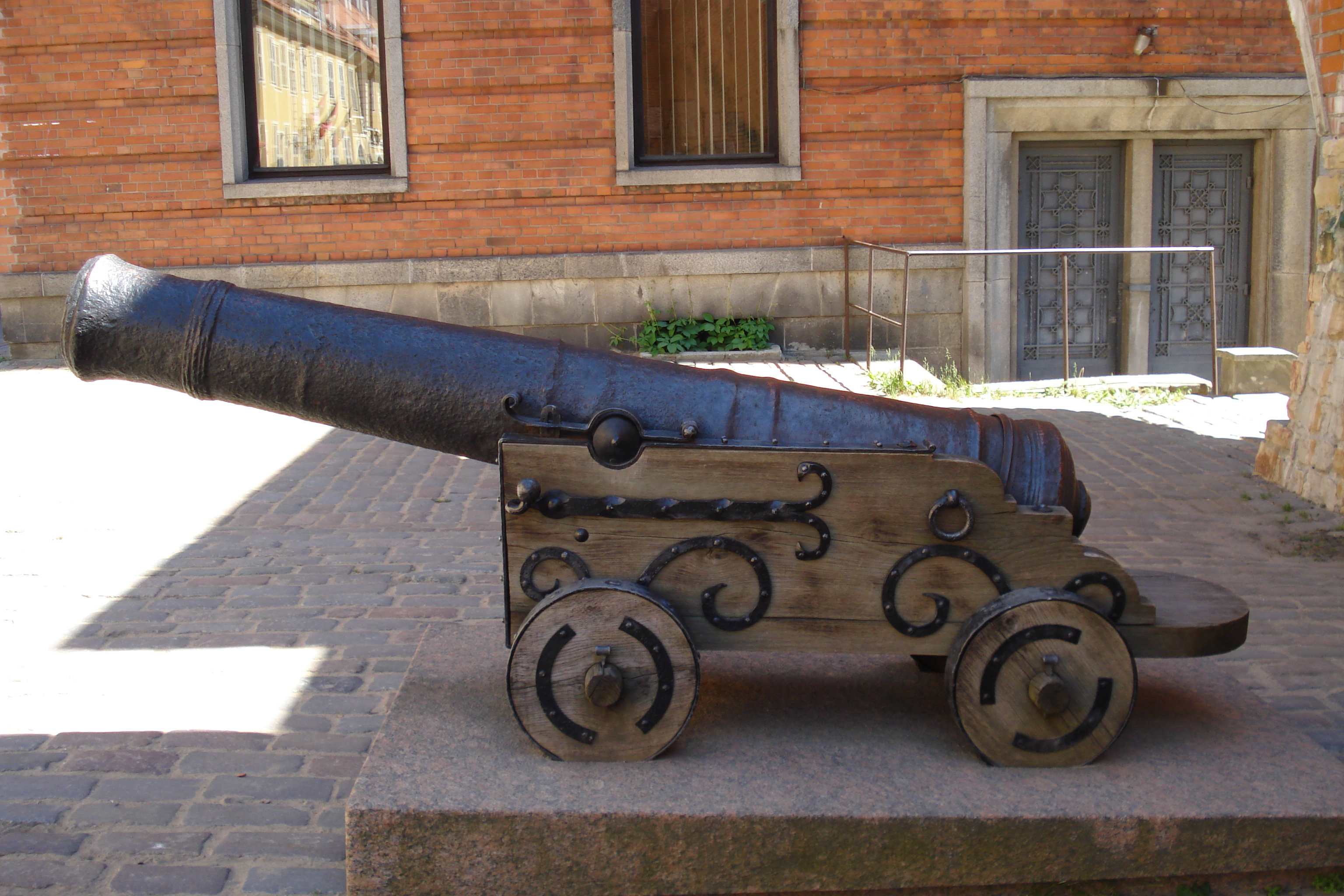
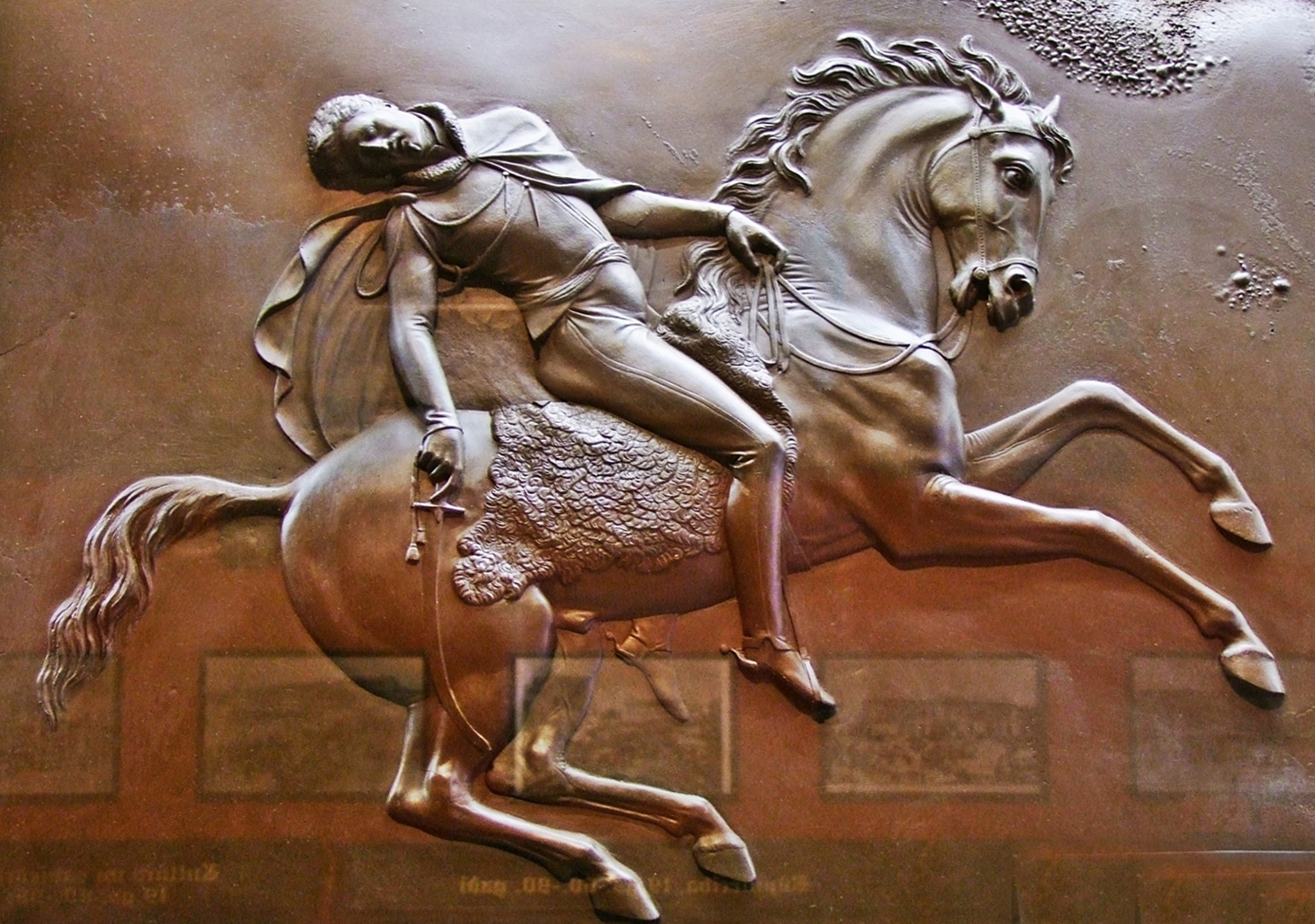
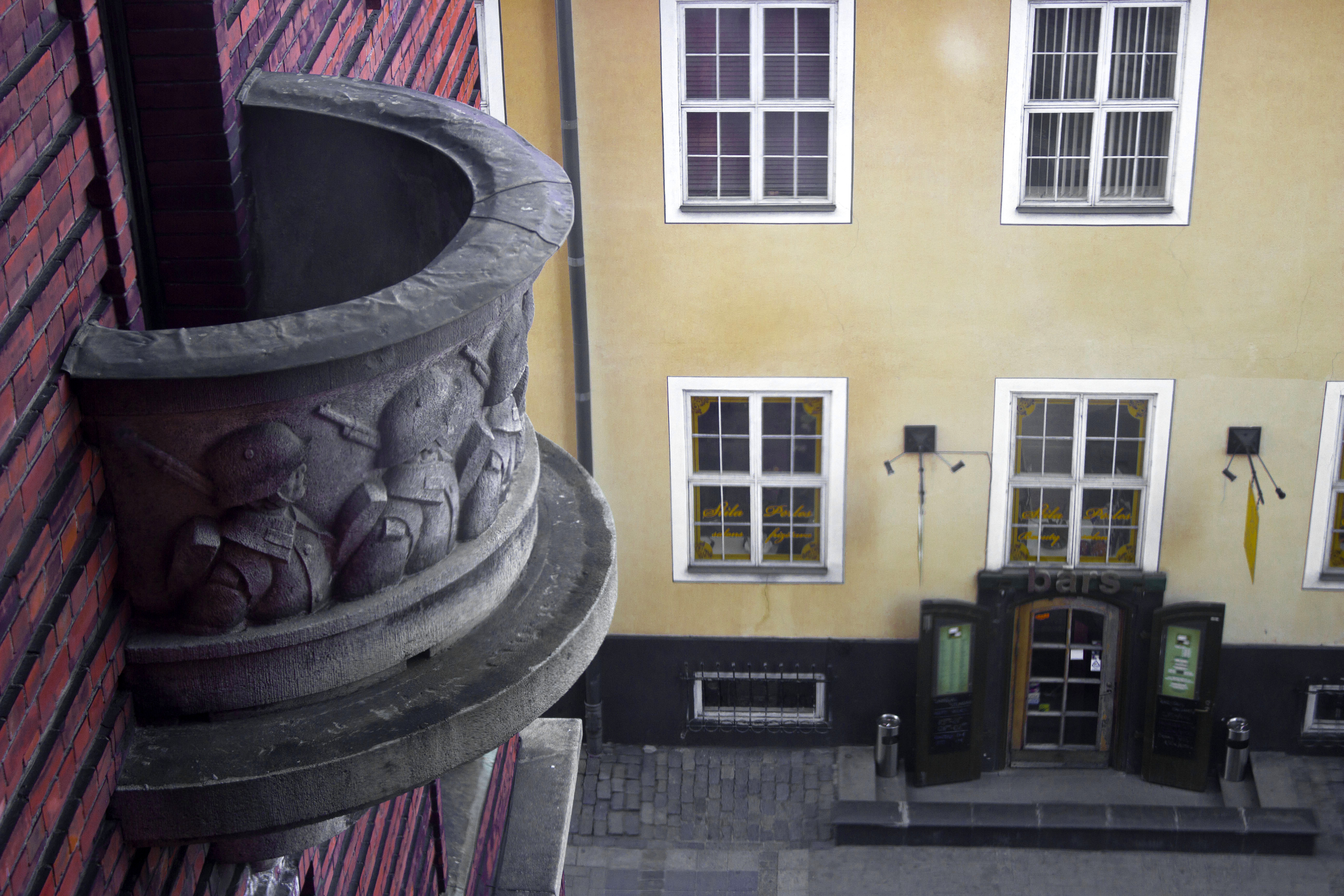
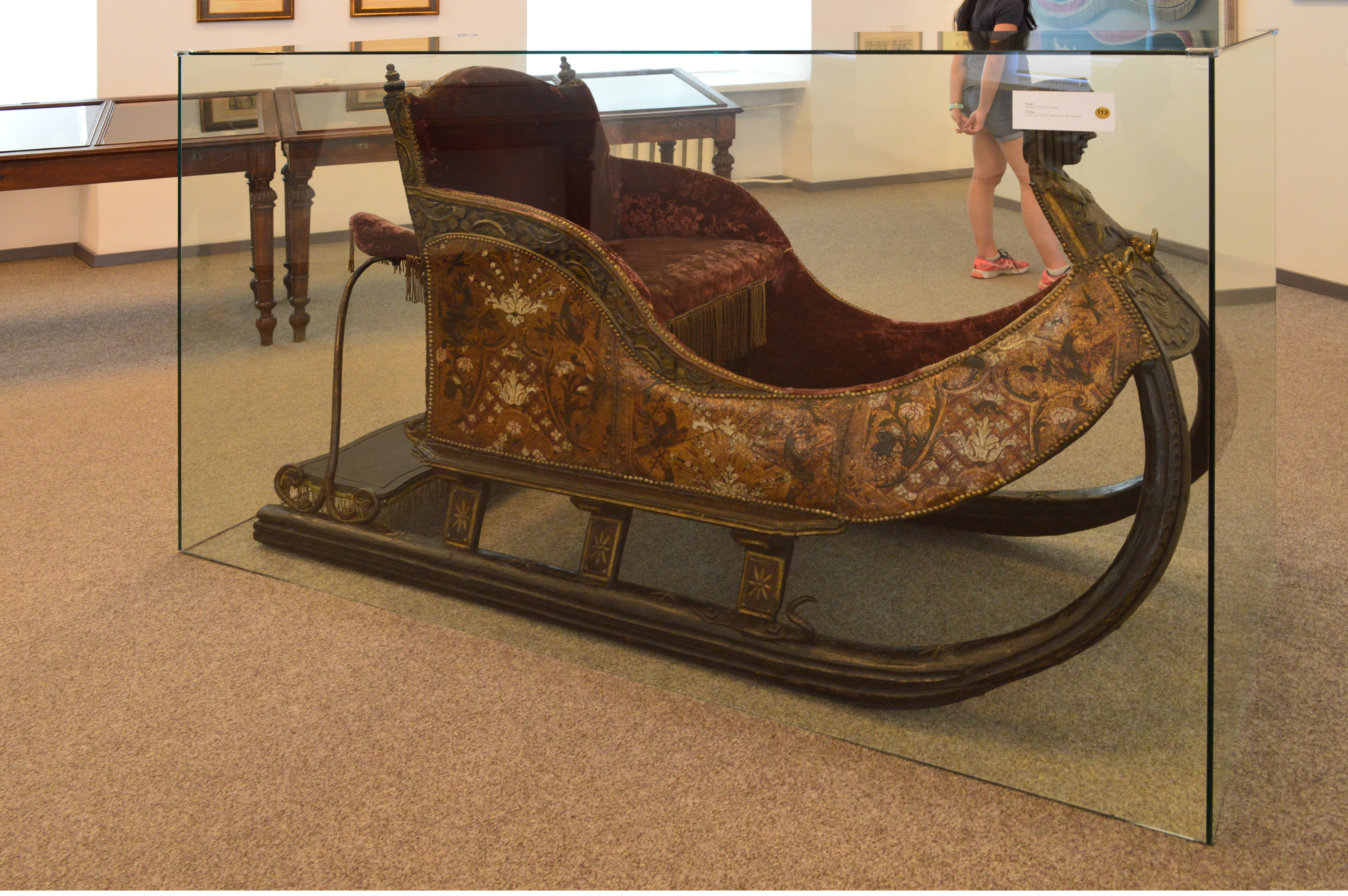
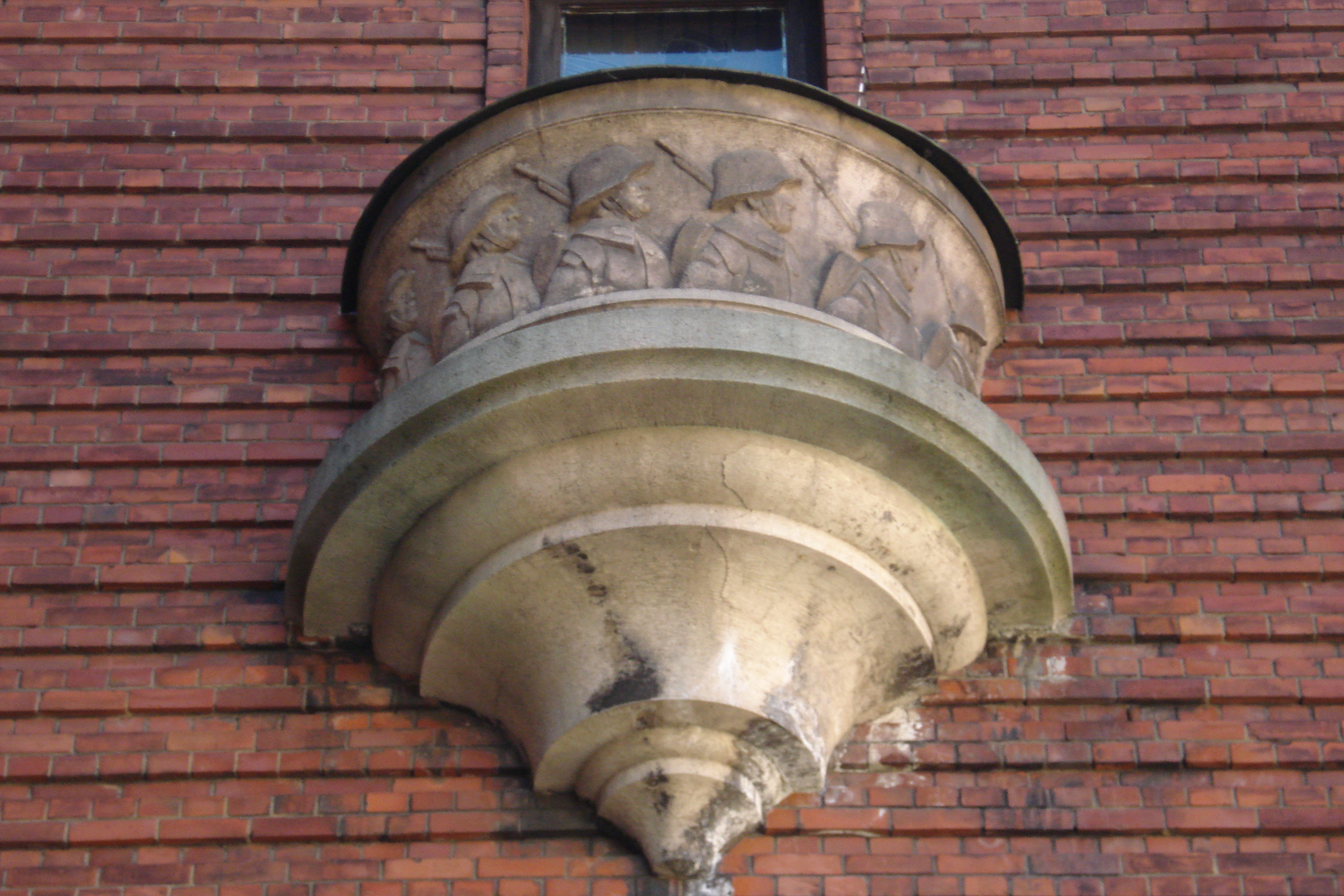
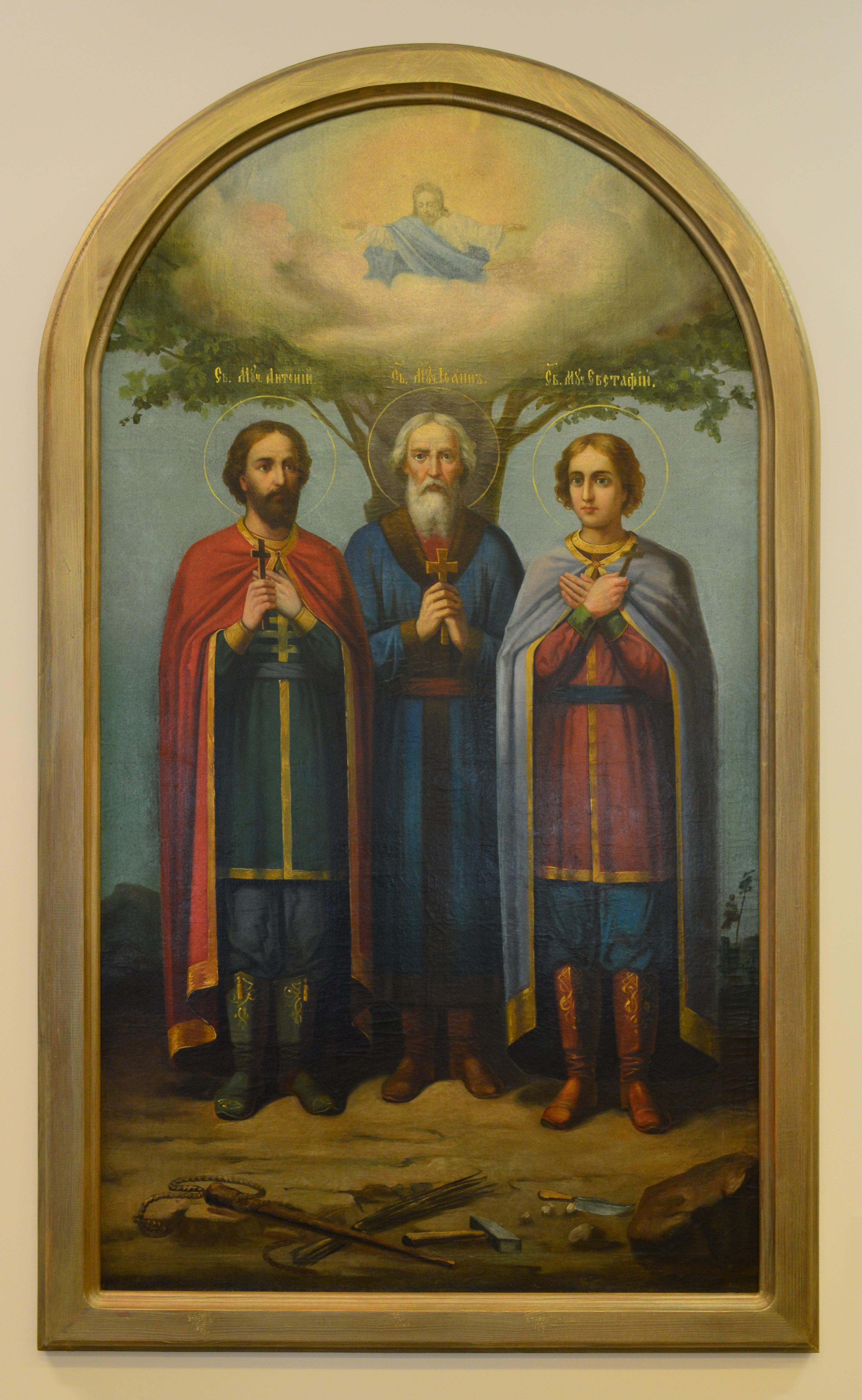

## روابط خارجية
- الموقع الرسمي